# Міллкрік Тауншип (округ Ері, Пенсільванія)
Міллкрік Тауншип (англ. Millcreek Township) — селище (англ. township) в США, в окрузі Ері штату Пенсільванія. Населення — 54 073 особи (2020).

## Демографія
Згідно з переписом 2010 року, у селищі мешкало 53 515 осіб у 22 750 домогосподарствах у складі 14 369 родин. Було 24271 помешкання
Расовий склад населення:
| - 94,7 % — білих - 1,8 % — азіатів - 1,5 % — чорних або афроамериканців - 0,1 % — корінних американців |

До двох чи більше рас належало 1,3 %. Частка іспаномовних становила 1,8 % від усіх жителів.
За віковим діапазоном населення розподілялося таким чином: 22,0 % — особи молодші 18 років, 60,9 % — особи у віці 18—64 років, 17,1 % — особи у віці 65 років та старші. Медіана віку мешканця становила 42,8 року. На 100 осіб жіночої статі у селищі припадало 92,8 чоловіків;  на 100 жінок у віці від 18 років та старших — 89,6 чоловіків також старших 18 років.
Середній дохід на одне домашнє господарство  становив 77 518 доларів США (медіана — 56 099), а середній дохід на одну сім'ю — 96 229 доларів (медіана — 74 518). Медіана доходів становила 54 388 доларів для чоловіків та 40 843 долари для жінок. За межею бідності перебувало 10,4 % осіб, у тому числі 15,5 % дітей у віці до 18 років та 5,6 % осіб у віці 65 років та старших.
Цивільне працевлаштоване населення становило 26 774 особи. Основні галузі зайнятості: освіта, охорона здоров'я та соціальна допомога — 30,1 %, виробництво — 15,1 %, мистецтво, розваги та відпочинок — 10,5 %, роздрібна торгівля — 10,2 %.